# Love Tomato
Pour plus de détails, voir Fiche technique et Distribution.
Love Tomato (恋するトマト, Koisuru tomato kumainkanaba) est un drame réalisé par Hideo Nanbu.

## Synopsis
Un fermier (Yasuo Daichi), la quarantaine passée, travaille sur la ferme de ses parents vieillissants. Il n'arrive pas à trouver de femme. Il essaie les organisations de rencontres sans succès. Dans un bar, il rencontre une jeune femme Philippines qui lui promet enfin le mariage. Ils partent ensemble voir ses parents aux Philippines. La promesse est faite, il donne l'argent pour se marier aux parents. Le lendemain, jour du mariage, il ne retrouve plus personne, ni sa promise, ni les parents. Il commence une descente aux enfers. Il se clochardise.
Un homme d'affaires japonais aux Philippines recrute des jeunes femmes pour les envoyer au Japon comme prostituées et hôtesses de bar. Il devient recruteur pour cet homme qui l'aide à remonter la pente. Pendant cette activité, où il envoie régulièrement l'argent perdu à ses parents au Japon, il rencontre une jeune femme philippinne. Quand elle ne travaille pas à Manille dans un hôtel de luxe, elle aide à cultiver le champ de riz de la famille. Ils sympathiseront. Il aide sa famille aux travaux de la récolte et reprend goût à l'amour de la terre. Les deux se rapprochent mais elle ne connait pas son activité professionnelle. 

## Fiche technique
- Titre : Love Tomato
- Titre original : 恋するトマト (Koisuru tomato kumainkanaba)
- Réalisation : Hideo Nanbu
- Pays d'origine : Japon
- Format : Couleurs - 35 min
- Genre : Drame
- Durée : 126 minutes
- Date de sortie : 13 juin 2006 (Japon)

## Distribution
- Yasuo Daichi : Masao Noda
- Alice Dixson : Christina
- Yasuko Tomita : Keiko
- Takehiro Murata :
- Ruby Moreno : Liberty
- Izuma Imamura :
- Junkichi Orimoto :
- Mitsuzo Ishii :
- Koji Shimizu :
- Hiroshi Fujioka :